# Vendenesse-sur-Arroux
Vendenesse-sur-Arroux település Franciaországban, Saône-et-Loire megyében. Lakosainak száma 557 fő (2022. január 1.). Vendenesse-sur-Arroux Uxeau, La Chapelle-au-Mans, Gueugnon, Marly-sur-Arroux és Toulon-sur-Arroux községekkel határos.

## Népesség
A település népessége az elmúlt években az alábbi módon változott:
| Lakosok száma | 582  | 574  | 594  | 582  | 576  | 569  | 563  | 560  | 557  |
|               | 2013 | 2015 | 2016 | 2017 | 2018 | 2019 | 2020 | 2021 | 2022 |